# Горбунов, Павел Дмитриевич
Павел Дмитриевич Горбунов (10 января 1924, Горный Балыклей, Царицынская губерния — 21 апреля 2014, Волгоград) — бригадир комплексной бригады передвижной механизированной колонны № 71 управления «Волгоградоблсельстрой».

## Биография
Родился 10 января 1924 года в с. Горный Балыклей ныне Дубовского района Волгоградской области. Русский.
В 1939 году окончил 7 классов неполной средней школы.
В мае 1942 года добровольцем был призван в Красную Армию и направлен в Горьковский учебный полк, стал катушечником-радистом. Участник Великой Отечественной войны. Принимал участие в Сталинградской битве, битве на Орловско-Курской дуге, освобождении Украины, Белоруссии, Прибалтики. Войну закончил в звании сержанта, старшим радистом взвода связи 90-го гвардейского миномётного полка.
В мае 1947 года был демобилизован. Вернулся в родное село. В 1954 году переехал в город Сталинград. Работал в строительно-монтажной конторе областного управления сельского хозяйства плотником-столяром, в 1959—1994 годах — бригадиром комплексной бригады передвижной механизированной колонны № 71 управления «Волгоградоблсельстрой».
Был членом КПСС и делегатом XXII Волгоградской областной партийной конференции (1980).
Жил в Волгограде.

## Награды
- Указом Президиума Верховного Совета СССР от 12 мая 1977 года за выдающиеся производственные успехи в выполнении плана 1976 года и принятых социалистических обязательств Горбунову Павлу Дмитриевичу присвоено звание Героя Социалистического Труда с вручением ордена Ленина и золотой медали «Серп и молот».
- Награждён двумя орденами Ленина (1964, 12.05.1977), орденами Трудового Красного Знамени, Отечественной войны 2-й степени (11.03.1985), Славы 3-й степени; медалями «За отвагу», «За оборону Сталинграда», «За победу над Германией в Великой Отечественной войне 1941—1945 гг.», «За трудовую доблесть» и другими.
- Удостоен звания «Заслуженный строитель РСФСР».